# سی‌دبلیو-۲۱
سی‌دبلیو-۲۱ (به انگلیسی: Curtiss-Wright_CW-21) یک هواگرد از نوع هواپیمای جنگنده ساخت شرکت Curtiss-Wright Corporation است. هواگرد سی‌دبلیو-۲۱ نخستین پروازش را در ۲۲ سپتامبر ۱۹۳۸ میلادی انجام داد. این هواگرد در سال ۱۹۳۹ میلادی رسماً معرفی گردید و در سال‌های ۱۹۳۹–۱۹۴۰ تولید شده‌است. در مجموع، تعداد ۶۲ فروند از این هواگرد ساخته شده‌است.